# Kapelle St. Jobs (Broichweiden)

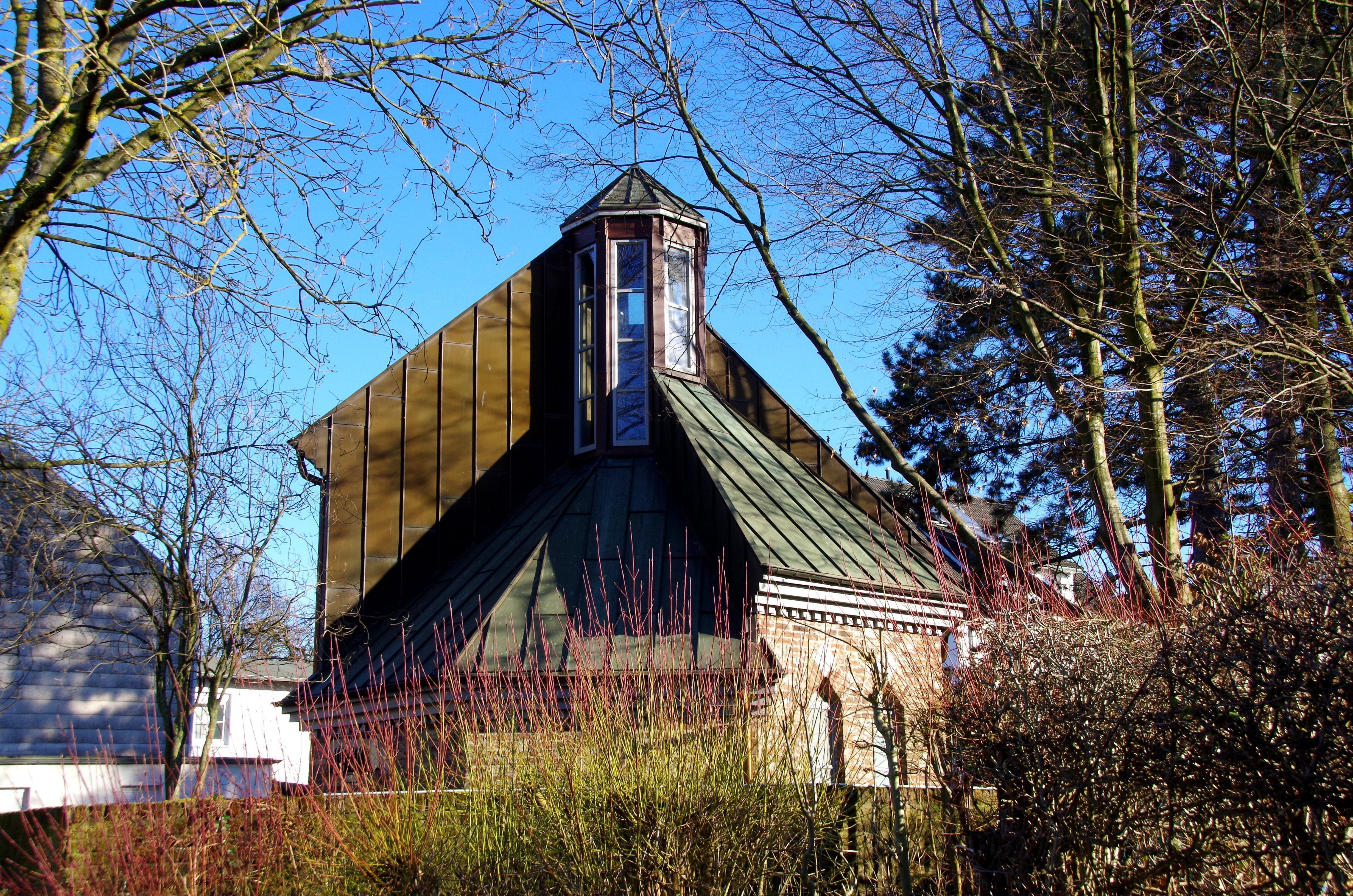
St. Jobs (Broichweiden), von Nordwesten aus betrachtet.

Die römisch-katholische Kapelle St. Jobs liegt in der Städteregion Aachen im Würselener Stadtteil Broichweiden und gehört zur Pfarrei St. Sebastian in der Gemeinschaft der Gemeinden Würselen. Das Gotteshaus trägt den Namen des heiligen Ijob, der Hauptgestalt des gleichnamigen Buches des Alten Testaments. Die jetzige Kapelle wurde von 1986 bis 1989 errichtet.

## Baugeschichte

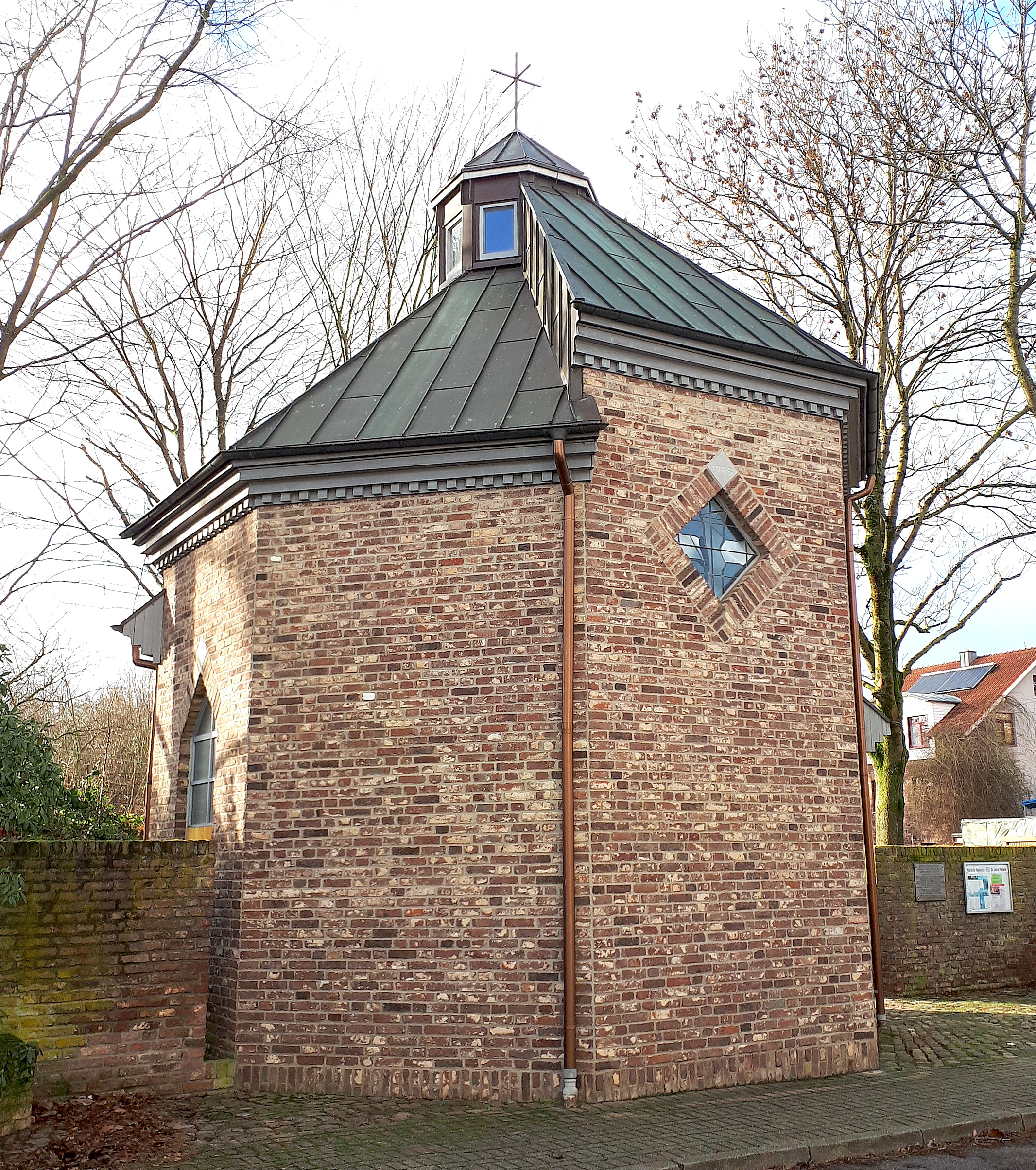
Rückseitige Ansicht

Die Anfänge der Kapelle lassen sich bis ins Jahr 1569 zurückverfolgen. Eine Karte des Aachener Reichs, die von Cornelis Janson Fries angefertigt wurde, lässt auf ein Vorgängerbauwerk schließen. Dabei handelte es sich um das „Sandt Jobs Häusgen“, das zunächst lediglich aus einem Bildstock bestand, später aber zu einer Kapelle erweitert wurde. Sie hatte ihren Standort entlang der Aachen-Frankfurter Heerstraße, einer mittelalterlichen Pilger- und Handelsverbindung, die auch als Krönungsstraße bekannt war. Während der französischen Herrschaft in den Jahren 1794 bis 1814 wurde diese Kapelle abgerissen. Später wurde durch die Bevölkerung ein Neubau errichtet. Jedoch traten dabei erhebliche Mängel auf, so dass bereits kurze Zeit später Einsturzgefahr bestand. Daher fand am 15. August 1859 die Grundsteinlegung für eine neue Kapelle statt. Fast ein Jahr später, am 26. April 1860, wurde der Neubau eingesegnet. Im Zuge des Zweiten Weltkriegs wurde die Kapelle, die im Stil der Neugotik errichtet wurde, am 17. November 1944 durch deutsche Truppen gesprengt.
Erst im Jahr 1986 konnte das Projekt eines Neubaus, der größtenteils durch Spendengelder finanziert worden war, verwirklicht werden. Nach der Grundsteinlegung im Oktober 1988 konnte die Kapelle St. Jobs, die nach den Plänen des Würselener Architekten Ortwin Eilmann gestaltet wurde, am 18. November 1989 gesegnet werden.

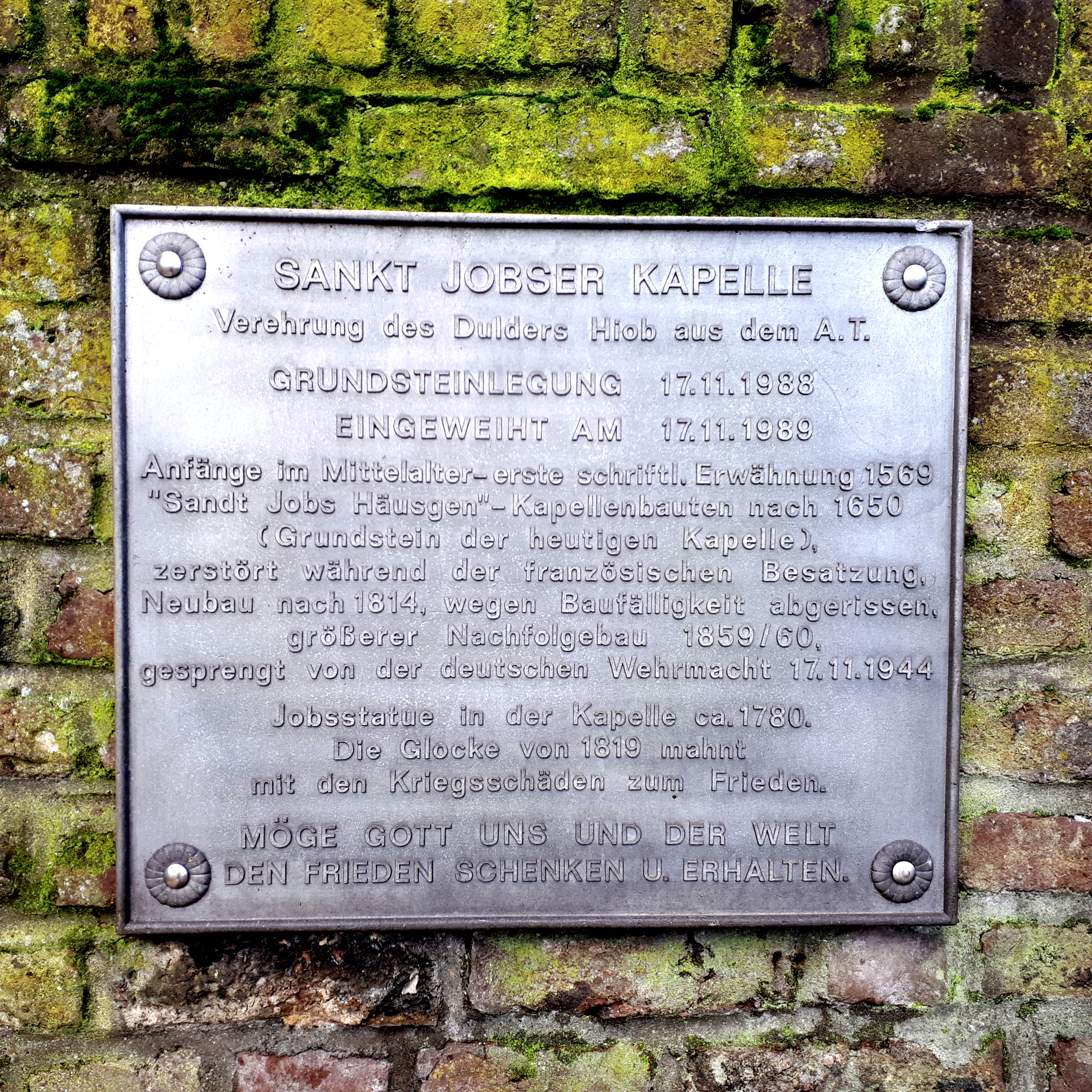
Infotafel Historie
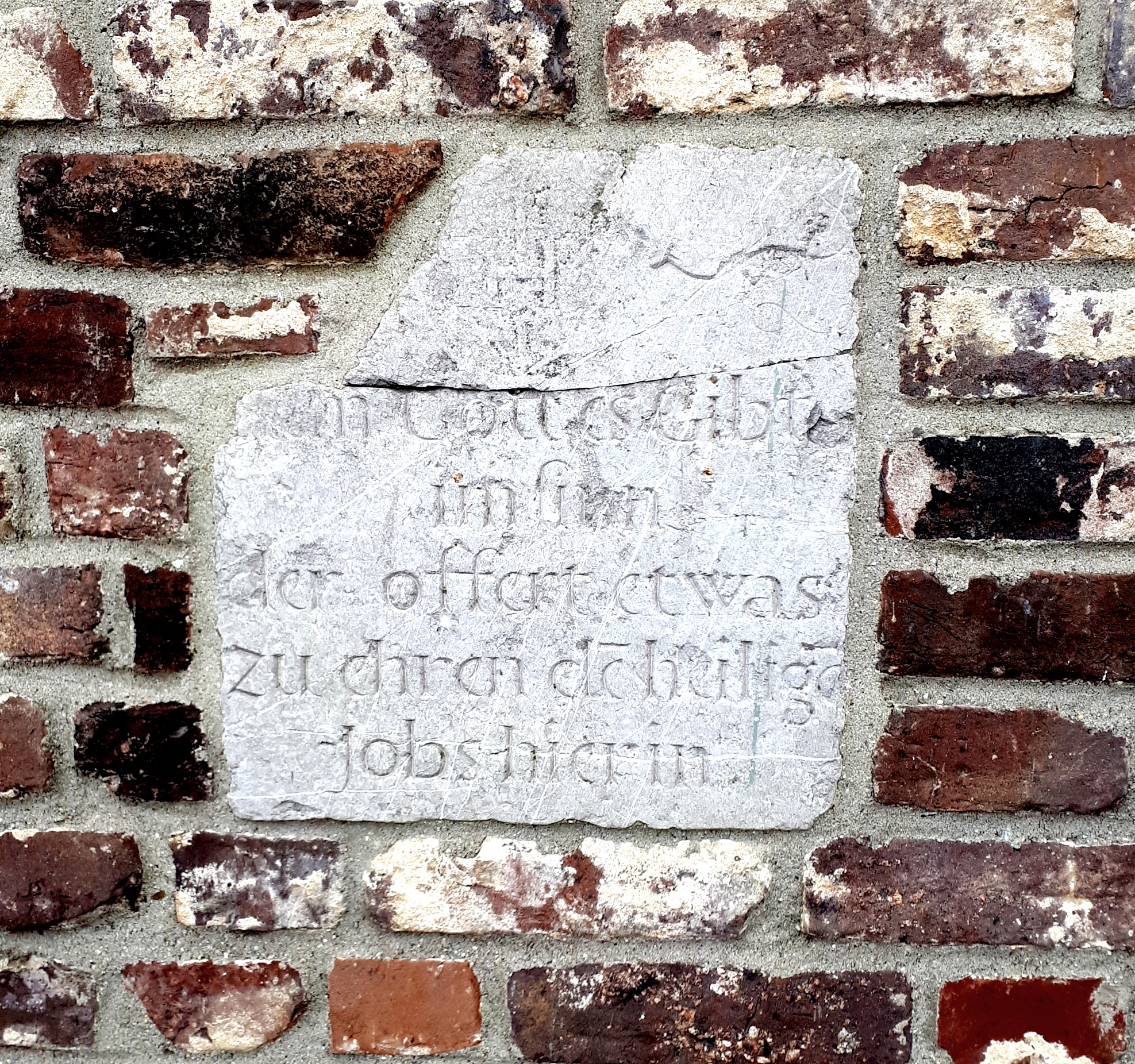
Historischer Gedenkstein
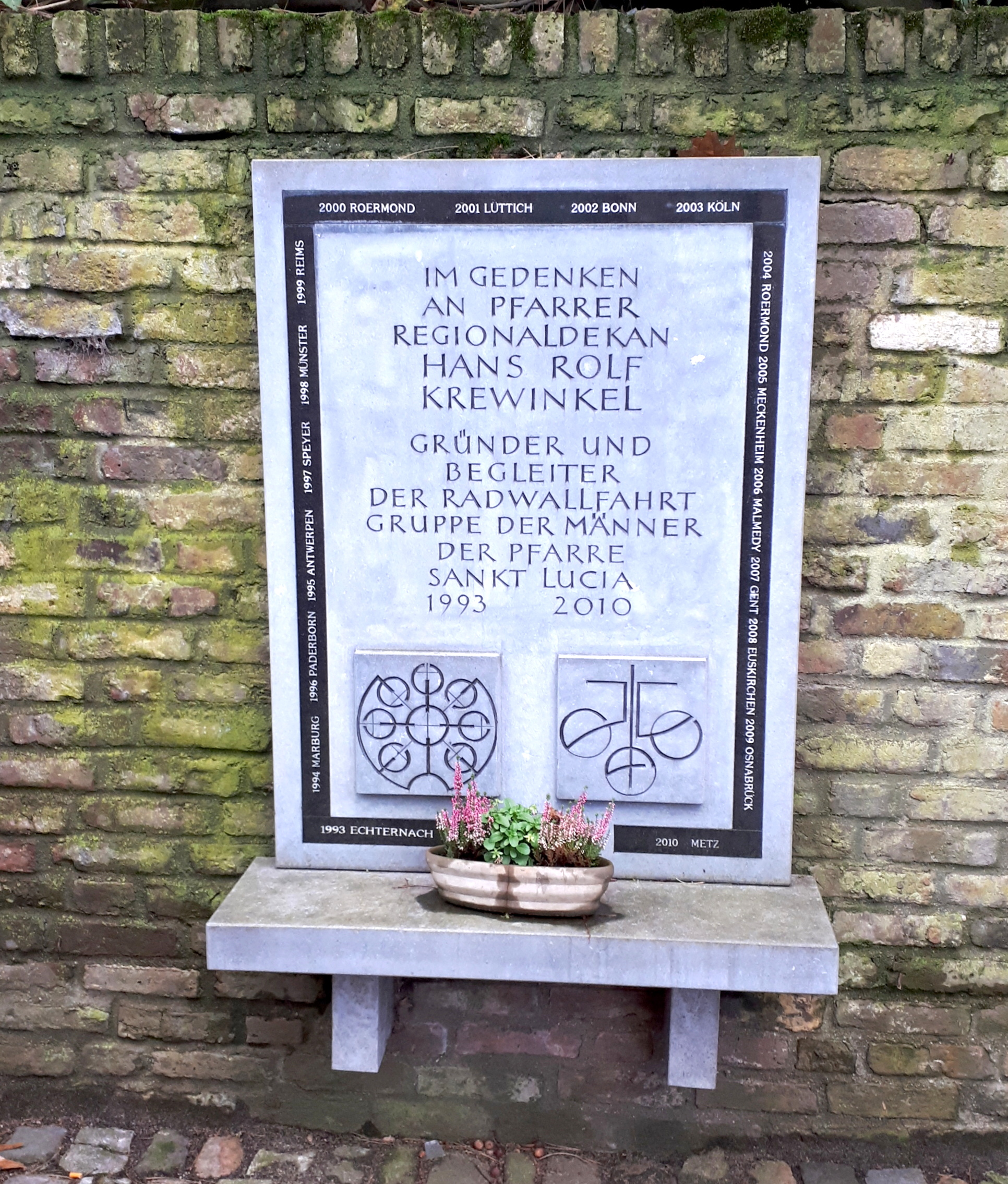
Gedenkaltar für Hans Rolf Krewinkel
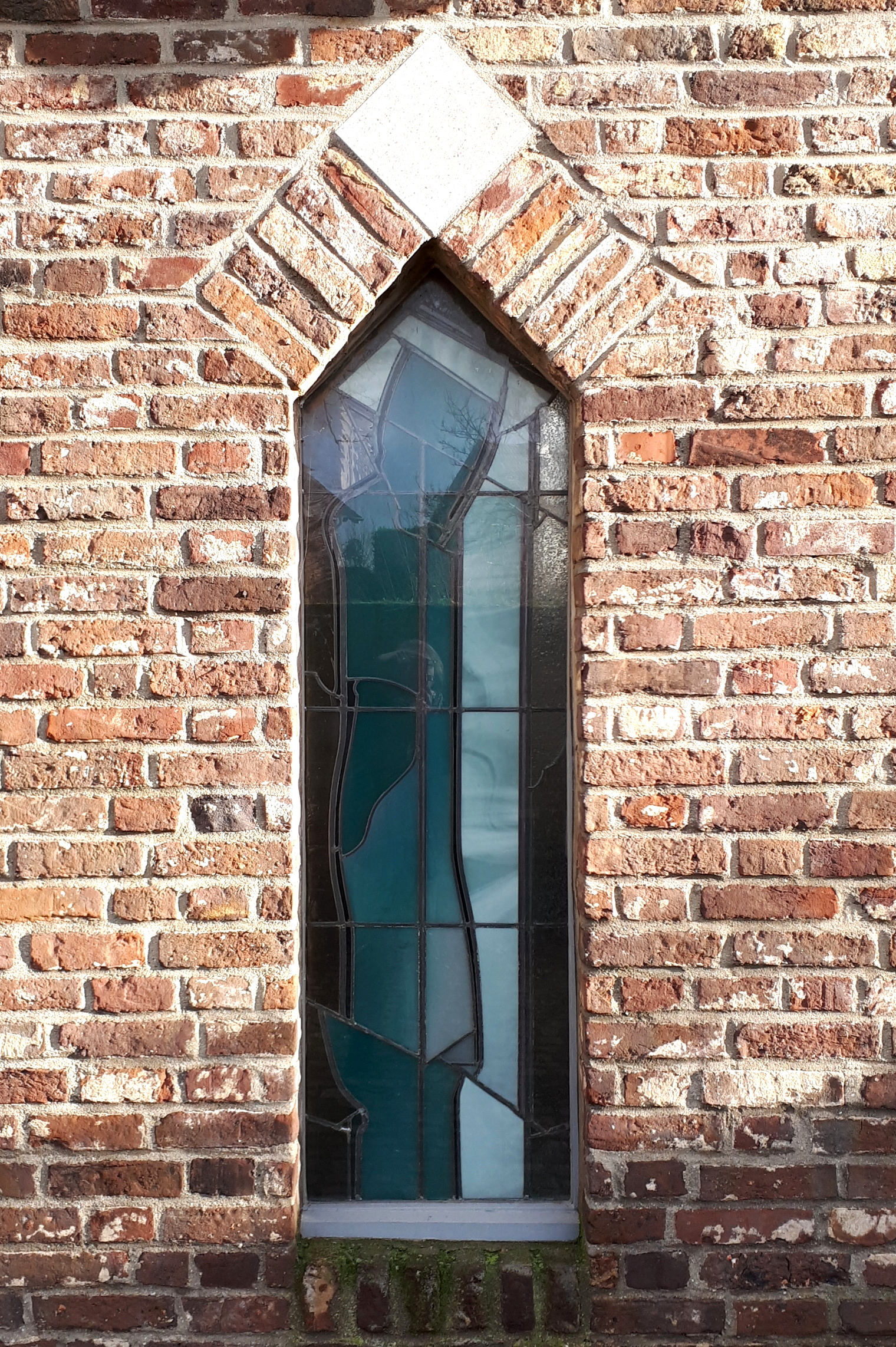
Seitliches Längsfenster

## Ausstattung

Blick in den Innenraum der Kapelle
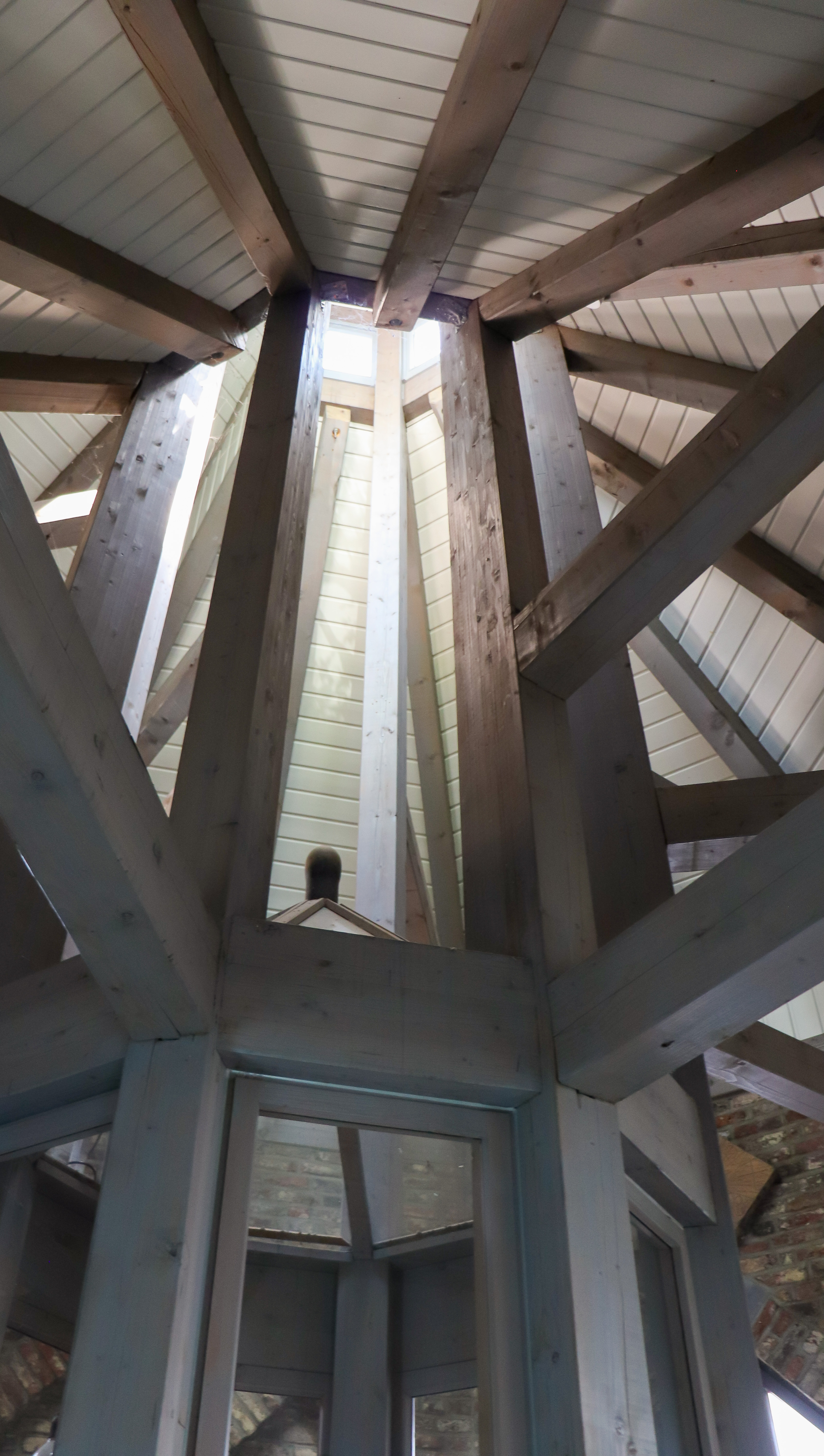
Innenansicht Dach der Kapelle

Im Zentrum der Kapelle befindet sich eine Figur des Dulders Ijob, die im Jahr 1790 geschaffen wurde. Die verschollen geglaubte Figur wurde im Jahr 1984 wieder in den Besitz der Pfarrei aufgenommen. Im 20. Jahrhundert befand sich die Skulptur auf einem Beichtstuhl in der ehemaligen Pfarrkirche St. Jodokus. St. Jodokus wurde 1904 niedergelegt. Die große neue Kirche St. Lucia wurde ca. 250 m weiter entfernt in den Jahren 1902/1904 erbaut und am 23. Juni 1906 eingeweiht.
Die Figur zeigt den Dulder Ijob, der sitzend den rechten Arm zum Himmel streckt. Das Zentrum des Gebäudes wird von dem gläsernen Schrein des Ijob gebildet. Eine laternenförmige Glasröhre verläuft vom Boden bis zur Decke des Gotteshauses. Der nahtlose Übergang der Glasröhre mit dem Dachstuhl soll die Verbindung zwischen Gott und dem Dulder Ijob symbolisieren, wie sie auch im alttestamentlichen Buch Ijob dargestellt wird.
Eine ähnliche Darstellung des Ijob zeigt auch die Bronzeplastik, die vor der Filialkirche St. Lucia in Broichweiden steht. Das von Heinz Tobolla geschaffene Werk stammt aus dem Jahr 1970.
Auch die äußere Form der Kapelle hat eine symbolische Bedeutung. Der spiralförmige Bau soll einen Besucher schützend begleiten und in die Ruhe des Kirchenraums führen.
Die Glasfenster stammen von Ludwig Schaffrath (1989).